# 瓜洛科克蒂
瓜洛科克蒂（西班牙語：Gualococti），是薩爾瓦多的城鎮，位於該國東北部，由莫拉桑省負責管轄，面積18.62平方公里，海拔高度532米，2007年人口3,650，人口密度每平方公里196.03人。
13°49′N 88°13′W / 13.817°N 88.217°W